# Noyelles-Godault
Noyelles-Godault ist eine französische Gemeinde mit 5949 Einwohnern (Stand: 1. Januar 2022) im Département Pas-de-Calais in der Region Hauts-de-France. Sie gehört zum Arrondissement Lens, zum Kanton Hénin-Beaumont-2 und ist Mitglied im Gemeindeverband Communauté d’agglomération d’Hénin-Carvin. Die Einwohner werden Noyellois genannt.

## Geographie
Der Fluss Deûle begrenzt die Gemeinde im Norden.
Umgeben wird Noyelles-Godault von den Nachbargemeinden Évin-Malmaison im Nordosten, Courcelles-lès-Lens im Osten, Esquerchin im Süden, Hénin-Beaumont im Südwesten und Dourges im Nordwesten.
Durch die Gemeinde führen die A 1 und die A 21.

## Geschichte
Noyelles-Godault ist eine frühere Bergbaugemeinde im nordfranzösischen Kohlebecken.

## Bevölkerung
| Jahr      | 1962  | 1968  | 1975  | 1982  | 1990  | 1999  | 2006  | 2016  |
| --------- | ----- | ----- | ----- | ----- | ----- | ----- | ----- | ----- |
| Einwohner | 5.478 | 5.551 | 5.050 | 5.474 | 5.655 | 5.539 | 5.214 | 5.922 |

## Sehenswürdigkeiten
- Kirche Saint-Martin, wieder errichtet nach der Zerstörung im Ersten Weltkrieg in den 1920er Jahren
- französischer und britischer Militärfriedhof

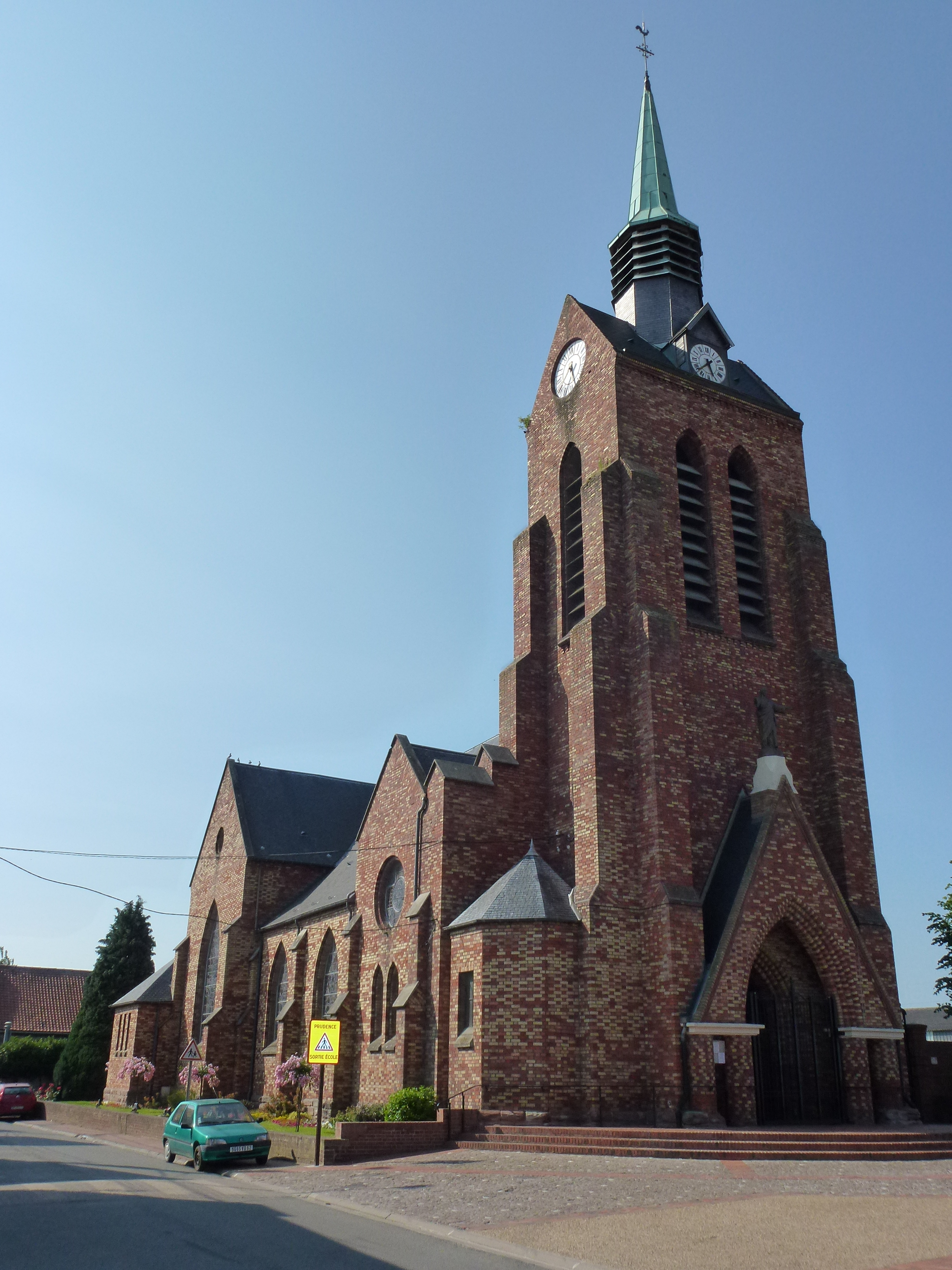
Kirche Saint-Martin

## Persönlichkeiten
- Maurice Thorez (1900–1964), Politiker, früherer Vizepremier
- Danielle Bonneau (1912–1992), Papyrologin